# Листвянка (Московская область)
Листвянка — посёлок в Сергиево-Посадском районе Московской области России, входит в состав сельского поселения Березняковское (1994—2006 гг. — посёлок Березняковского сельского округа). До 2005 года — посёлок Алексеевского лесничества.

## Население
| 2002 | 2006 | 2010 |
| ---- | ---- | ---- |
| 13   | →13  | ↘6   |

## География
Посёлок Листвянка расположен на севере Московской области, в юго-восточной части Сергиево-Посадского района, на Московском большом кольце А108, примерно в 60 км к северу от Московской кольцевой автодороги и 10,5 км к востоку от станции Сергиев Посад Ярославского направления Московской железной дороги.
В 3,5 км западнее посёлка проходит Ярославское шоссе М8, в 30 км юго-западнее — Московское малое кольцо А107, в 22 км к югу — Фряновское шоссе Р119, в 1,5 к западу — озеро Торбеевское. Ближайшие сельские населённые пункты — село Дерюзино, деревни Бобошино и Слабнево.
Связан автобусным сообщением с районным центром — городом Сергиевым Посадом (маршруты № 28 и 120, остановка «Лесничество»).